# Shigekiyo Ueda
Shigekiyo Ueda (上田繁潔, Ueda Shigekiyo) va ser un polític japonés que va exercir com a tercer governador democràtic de la prefectura de Nara des de 1980 fins a 1991. També va exercir com a vice-governador de Nara des de 1975 fins a 1980, sota el mandat del governador Ryōzō Okuda. Després de la seua jubilació, de 1992 fins a 1996 va ser el 14é President de la Universitat de Kansai.
Shigekiyo Ueda va nàixer a la ciutat de Nara, capital de la prefectura homònima, el 16 d'octubre de 1921. Després de fer els seus estudis bàsics i el batxillerat nocturn a Nara mentres treballava al govern prefectural, Ueda va diplomar-se a la facultat d'economia de la Universitat de Kansai. Després de graduar-se, continuà treballant al govern prefectural, tot i que realitzant tasques de més importància fins que fou nomenat vice-governador l'any 1975 per l'aleshores governador Ryōzō Okuda, càrrec que conservaria fins al 1980. El setembre del mateix any, quan el governador Okuda anuncià que no es presentaria a la reelecció per problemes de salut, Ueda, aleshores vice-governador, fou designat com a candidat successor a les eleccions d'octubre, guanyant-les i esdevenint així governador. El govern d'Ueda, amb tres mandats continuats i 11 anys, es va veure beneficiat per la millor època de la bambolla econòmica japonesa, poc abans que aquesta esclatara. Un dels projectes més importants del seu govern fou l'exposició de Nara Silk Road, celebrada el 1988. Ueda deixà el càrrec l'any 1991, sent substituït per en Yoshiya Kakimoto. Poc després, des de l'1 d'octubre de 1992 fins al 30 de setembre de 1996 va presidir la Universitat de Kansai. Son fill, Kiyoshi Ueda va presentar-se a les eleccions a governador de 1999, perdent front a l'aleshores governador Kakimoto, tot i que acabà sent alcalde de la ciutat narenca de Yamato-Kōriyama des de 2001 fins a l'actualitat (2020). El 20 de maig de 2011, Shigekiyo Ueda va morir amb 89 anys degut a una pneumonia a sa casa de la ciutat de Minō, a la prefectura d'Osaka.